# Zach Lu
Zach Lu (chinês:  盧彥澤; nascido em 5 de novembro de 1988) é um ator, apresentador de televisão, modelo e roteirista taiwanês. Ele é mais conhecido por seu papel em Crossing the Line.

## Filmografia

### Como roteirista

#### Cinema
| Ano  | Título em inglês | Título original | Notas |
| ---- | ---------------- | --------------- | ----- |
| 2019 | Undercover Carp  | 魚躍龍門        |       |

### Como ator

#### Cinema
| Ano  | Título em inglês                                 | Título original              | Personagem  | Notas            |
| ---- | ------------------------------------------------ | ---------------------------- | ----------- | ---------------- |
| 2015 | Imprisoned: Survival Guide for Rich and Prodigal | 壹獄壹世界: 高登闊少踎監日記 | Dou Min Jun | Papel convidado  |
| 2020 | Radio! Ready Oh!                                 | 陽光電台不打烊               |             | Papel recorrente |
| 2021 | Moneyboys                                        | 金錢男孩                     | Xiang Dong  | Papel recorrente |

#### Séries de televisão
| Ano  | Título em inglês                | Título original           | Personagem           | Notas            |
| ---- | ------------------------------- | ------------------------- | -------------------- | ---------------- |
| 2015 | Marry Me, or Not?               | 必娶女人                  | Namorado casado      | Papel convidado  |
| 2016 | Miss in Kiss                    | 惡作劇之吻                | Lu Yan Zhe           | Papel convidado  |
| 2017 | Attention, Love!                | 稍息立正我愛你            | A Chih (Ep. 9-12)    | Papel convidado  |
| 2017 | Breeze in the Love River        | 春風愛河邊                | 春風愛河邊           | Papel convidado  |
| 2017 | Dark Blue and Moonlight         | 深藍與月光                | Treinador de Natação | Papel convidado  |
| 2018 | 100% Wife                       | 100% Wife                 | Jin Yan Ping         | Papel recorrente |
| 2018 | HIStory2: Crossing the Line     | HIStory2-越界             | Chiu Tzu Hsuan       | Papel principal  |
| 2019 | Roommate Love                   | 同居世代                  | (Ep. 39)             | Papel convidado  |
| 2021 | Girl's Power 10ª Temporada      | 女力報到－男人止步        |                      | Papel principal  |
| 2021 | Rainless Love in a Godless Land | 無神之地不下雨            | Qi Tian (Ep .7)      | Papel convidado  |
| 2021 | Under One Roof                  | 一個屋簷下                | Qiao Fan             | Papel principal  |
| 2021 | Youngsters on Fire              | 機智校園生活              | Wu Jia You           | Papel recorrente |
| 2021 | The Lion's Secret               | 赖猫的狮子倒影            | Treinador Lu         | Papel recorrente |
| 2022 | Youngsters on Fire 2ª Temporada | 機智校園生活－青春萬歲    | Wu Jia You           | Papel recorrente |
| 2022 | Youngsters on Fire 3ª Temporada | 機智校園生活 - 必勝高三生 | Wu Jia You           | Papel recorrente |
| 2022 | Youngsters on Fire 4ª Temporada | 機智校園生活 - 青春向前衝 | Wu Jia You           | Papel recorrente |
| 2023 | Fight for Justice               | 天道                      |                      |                  |
| 2024 | The On1y One                    | 某某                      | He Jin               | Papel recorrente |
| 2025 | Formosa Sebiro                  | 寶島西米樂                | Tien Chung Ho        | Papel principal  |